# دينجر فورس
دينجر فورس (بالإنجليزية: Danger Force)‏ هو سيتكوم أمريكي من تم تطويره بواسطة كريستوفر ج. نواك في 28 مارس 2020. استمر المسلسل لثلاثة مواسم، وبثت الحلقة الأخيرة في 21 فبراير 2024. المسلسل عبارة عن مشتقة من هنري البطل ويتضمن عودة النجوم كوبر بارنز وميخائيل كوهن. بطولة إلى جانبهم هافان فلوريس، وتيرينس ليتل غاردينهاي، ودانا هيث، ولوكا لوهان. عرض المسلسل على قناة نكلوديون الامريكية سنة 2020 وعرض على نكلوديون عربية مترجمة إلى العربية سنة 2020 على شبكة شبكة أوربت شوتايم. تم عرضه مترجمة إلى العربية على نكلودين العربية في 2020, تم عرض, النسخة الانجليزية في شبكة كوميدي سنترال عربية في على شبكة شبكة أوربت شوتايم, عرضت بعض من الحلقات مترجمة باللغة العربية في قناتي كوميدي سنترال عربية وإم بي سي 4., عرضت بعض من الحلقات مترجمة باللغة العربية في قناتي إم بي سي 4 أولا ثم على إم بي سي أكشن. تم تطويره من قِبل كريستوفر ج. نواك، وعرض لأول مرة في نيكلوديون في 28 مارس 2020. المسلسل هو مقطع من هنري البطل ويشمل النجمين العائدين كوبر بارنز ومايكل دي كوهين. بطولة بجانبهم هافان فلوريس وتيرنس ليتل جاردينهاي ودانا هيث ولوكا لوهان.

## وصلات خارجية
- دينجر فورس على موقع IMDb (الإنجليزية)
- دينجر فورس على موقع روتن توميتوز (الإنجليزية)
- دينجر فورس على موقع كينوبويسك (الروسية)
- دينجر فورس على موقع ألو سيني (الفرنسية)
- دينجر فورس على موقع قاعدة بيانات الفيلم (الإنجليزية)